# Aleksandr Chałamieniuk
Aleksandr Iosifowicz Chałamieniuk, Ołeksandr Josypowycz Chałameniuk (ros. Александр Иосифович Халаменюк, ukr. Олександр Йосипович Халаменюк, ur. 23 września 1918 w Krzemieńczuku, zm. 12 stycznia 1945 w Janinie k. Buska-Zdroju) – radziecki wojskowy, starszy porucznik, uhonorowany pośmiertnie tytułem Bohatera Związku Radzieckiego (1945).

## Życiorys
Urodził się w ukraińskiej rodzinie robotniczej. Skończył 8 klas szkoły średniej i szkołę uniwersytetu fabryczno-zawodowego w Charkowie, pracował jako ślusarz w fabryce traktorów w Charkowie. W 1939 został powołany do Armii Czerwonej, brał udział w wojnie z Finlandią, w 1941 ukończył szkołę wojsk pancernych w Charkowie, służył w szkolnym pułku pancernym. Od lipca 1941 uczestniczył w wojnie z Niemcami, walczył na Froncie Południowo-Zachodnim, Zachodnim, Kalinińskim, 1 i 2 Nadbałtyckim i 1 Ukraińskim. W 1945 przyjęto go do WKP(b). W styczniu 1945 po walkach na przyczółku sandomierskim, jako dowódca kompanii czołgów 39 samodzielnego pułku czołgów 5 Gwardyjskiej Armii 1 Frontu Ukraińskiego w stopniu starszego porucznika wraz z pułkiem brał udział w natarciu w kierunku na Częstochowę, walcząc w rejonie Jastrzębca i Skrobaczowa oraz we wsi Janina, gdzie wraz z żołnierzami trafił trzy niemieckie czołgi, po czym zginął. Został pochowany w Janinie. Jego imieniem nazwano ulicę w Krzemieńczuku.

## Odznaczenia
- Złota Gwiazda Bohatera Związku Radzieckiego (pośmiertnie, 10 kwietnia 1945)
- Order Lenina (pośmiertnie, 10 kwietnia 1945)
- Order Wojny Ojczyźnianej I klasy